# Villatorres
Villatorres és un municipi de la província de Jaén, nascut de la fusió portada a terme per Decret el 1975 entre els municipis de Torrequebradilla i Villargordo, als quals se'ls va unir el nucli de població de Vados de Torralba. En l'actualitat consta de 4.197 habitants.